# ديف هارينجتون
ديف هارينجتون (بالإنجليزية: Dave Harrington)‏ هو موسيقي أمريكي، ولد في 1986.

## روابط خارجية
- ديف هارينجتون على موقع IMDb (الإنجليزية)
- ديف هارينجتون على موقع ميوزك برينز (الإنجليزية)
- ديف هارينجتون على موقع أول ميوزيك (الإنجليزية)
- ديف هارينجتون على موقع ديسكوغز (الإنجليزية)